# Вівчарство

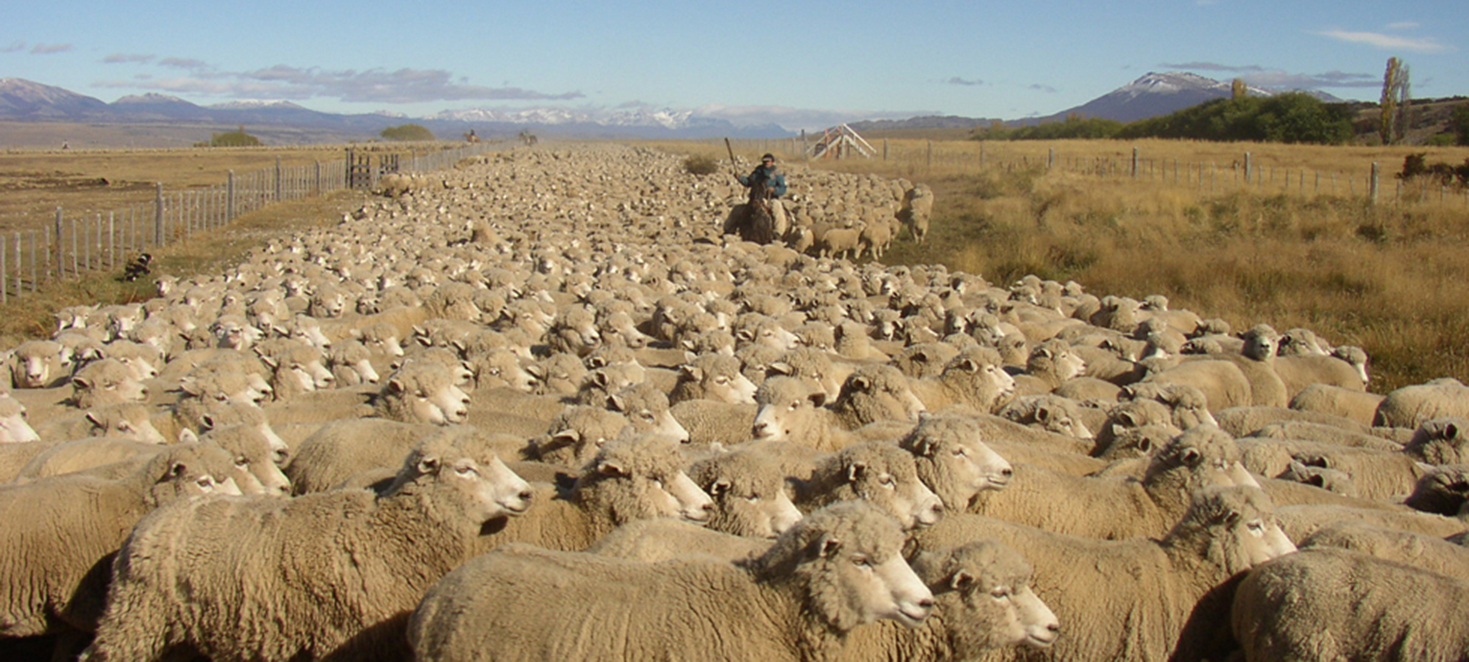
Вівці в Патагонії, Аргентина

Вівча́рство — окрема галузь тваринництва, яка забезпечує розведення овець і виготовлення сировини для легкої промисловості (шерсть, смушки) і харчових продуктів (молоко, м'ясо, сало). Найціннішим продуктом є шерсть, яку використовують у виробництві тканин, трикотажу, килимів, валяних виробів тощо. Зі шкір овець виготовляють хутряні вироби. З молока грубошерстих овець виробляють сири.
Вівці виділяють піт, який містить сірку, жирні кислоти та бактерицидний ланолін, що використовується в парфумерно-косметичному виробництві і фармакології як основа для мазей.
Найсприятливішими для ведення вівчарства є посушливі степи, напівпустелі та гірські райони, що займають великі території. Вівчарства набуло розвитку в посушливих частинах помірної та субтропічної зон Південної та Північної Америки, Австралії, Південної Європи, Центральної Азії, Південної Африки.
На поширення вівчарства вплинуло також те, що у майже у всіх релігіях світу вівця не відноситься до заборонених тварин.

## Історія розвитку вівчарства
Одомашнення овець розпочалося більше восьми тисяч років тому кочівниками Центральної Азії. Одомашненню сприяло вдале поєднання двох чинників: сильний стадний інстинкт овець і здатність овець споживати просту їжу, що складається в основному з бур'янів, трави і стерні. Через тисячоліття у більшості близькосхідних поселень були отари овець. У третьому тисячолітті до нашої ери в мові шумерів, що проживали на територіях сучасного Ірану та Іраку, нараховувалися більше 200 слів пов'язаних з вівчарством. Згодом вівчарство поширилося в Китаї і Індії, в Північній Африці і в Європі.
У середині першого тисячоліття у багатьох країнах вівчарство зайняло чільне місце у тваринництві. Овець розводили насамперед для шерсті, бо через великі перегони при випасі м'ясо з них було дуже жорстке. З часом споживання баранини стало зростати.
Наприкінці першого тисячоліття розпочалося виведення порід овець з тонкою шерстю, оскільки шерсть в овець була грубою, за винятком підшерстку і не давала якісних тканини.
Наприкінці вісімнадцятого — на початку дев'ятнадцятого століть племінна справа у вівчарстві стала на наукову основу, розпочалося виведення порід які найкраще відповідають різним напрямках вівчарства.

## Сучасний стан розвитку вівчарства у світі

### Поголів'я овець
За даними Продовольчої та сільськогосподарської організації ООН (ФАО) світове поголів'я овець у цілому зростає. Незначне зменшення відбулося у 1990-ті роки та під час Глобальної фінансової кризи 2008 року. Зміни в ці роки були неоднаковими у світі.
Так кількість овець в Африці зростає у всі роки. Поголів'я овець в Азії на фоні загального росту зазнало незначного зменшення в роки кризи. В Америці після значного зменшення кількості овець у 1990-ті роки, невеликий ріст перед кризою, змінився новим спаданням. У Європі в 1990-ті відбулося дворазове зменшення чисельності овець, яке згодом практично стабілізувалося на цьому рівні, за винятком незначного зменшення в роки кризи. У країнах Океанії з 1990-х років відбувається постійне зменшення.
| Частина світу / Рік | 1961 | %    | 1971 | %    | 1981 | %    | 1991 | %    | 2001 | %    | 2006 | %    | 2009 | %    | 2012 | %    | 2017 | %    |
| ------------------- | ---- | ---- | ---- | ---- | ---- | ---- | ---- | ---- | ---- | ---- | ---- | ---- | ---- | ---- | ---- | ---- | ---- | ---- |
| Африка              | 135  | 13,6 | 160  | 15,0 | 186  | 16,7 | 207  | 17,5 | 252  | 24,3 | 281  | 25,6 | 302  | 28,1 | 320  | 29,1 | 381  | 31,6 |
| Азія                | 232  | 23,3 | 268  | 25,1 | 329  | 29,7 | 348  | 29,3 | 407  | 39,2 | 458  | 41,7 | 444  | 41,5 | 459  | 41,8 | 508  | 42,2 |
| Америка             | 159  | 16,1 | 138  | 13,0 | 126  | 11,3 | 124  | 10,5 | 90   | 8,7  | 92   | 8,4  | 90   | 8,4  | 88   | 8,0  | 81   | 6,6  |
| Європа              | 267  | 26,7 | 262  | 24,6 | 266  | 23,9 | 287  | 24,2 | 138  | 13,3 | 137  | 12,5 | 131  | 12,2 | 128  | 11,6 | 132  | 10,9 |
| Океанія             | 201  | 20,3 | 237  | 22,3 | 204  | 18,4 | 218  | 18,4 | 151  | 14,5 | 131  | 11,8 | 105  | 9,8  | 104  | 9,5  | 100  | 9,7  |
| Світ                | 994  | 100  | 1066 | 100  | 1113 | 100  | 1186 | 100  | 1038 | 100  | 1099 | 100  | 1073 | 100  | 1099 | 100  | 1202 | 100  |

Нижче наведені країни, кількість овець у яких перевищує або перевищувала 30 млн голів.
| Країна / рік    | 1961   | 1971   | 1981   | 1991   | 2001  | 2011  | 2017  |
| --------------- | ------ | ------ | ------ | ------ | ----- | ----- | ----- |
| Китай           | 61,6   | 85,6   | 106,6  | 112,8  | 130,0 | 138,8 | 161,4 |
| Австралія       | 152,6  | 177,8  | 134,4  | 163,2  | 110,9 | 73,1  | 71,1  |
| Індія           | 40,2   | 40,1   | 46,4   | 49,7   | 60,1  | 66,5  | 63,1  |
| Нігерія         | 1,0    | 3,6    | 8,5    | 13,0   | 28,7  | 38,4  | 43,5  |
| Судан           | 7,8*   | 11,4*  | 18,1*  | 23,0*  | 47,0* | 52,6  | 40,6  |
| Іран            | 31,8   | 29,0   | 34,5   | 44,7   | 53,9  | 46,7  | 40,0  |
| Велика Британія | 29,0   | 25,1   | 21,6   | 43,6   | 36,7  | 31,6  | 34,8  |
| Ефіопія         | 23,5** | 23,9** | 23,3** | 23,0** | 11,4  | 24,2  | 31,8  |
| Туреччина       | 34,5   | 36,5   | 48,6   | 40,6   | 28,5  | 23,1  | 31,0  |
| Чад             | 2,0    | 2,2    | 2,7    | 2,0    | 2,4   | 6,1   | 30,8  |
| Монголія        | 12,1   | 13,3   | 14,2   | 15,0   | 13,9  | 15,7  | 30,1  |
| Нова Зеландія   | 48,5   | 58,9   | 69,9   | 55,2   | 40,0  | 31,1  | 30,1  |
| Пакистан        | 10,2   | 13,2   | 22,1   | 26,3   | 24,2  | 28,1  | 30,1  |
| ПАР             | 37,9   | 33,1   | 31,6   | 32,6   | 28,8  | 24,3  | 22,7  |
| Аргентина       | 50,2   | 40,0   | 31,4   | 26,5   | 13,5  | 14,7  | 14,8  |
| США             | 32,8   | 19,7   | 12,9   | 11,1   | 7,0   | 5,5   | 5,3   |
| СРСР            | 133,0  | 138,1  | 141,6  | 133,0  |       |       |       |

```
* - до поділу Судану
** - включаючи 
Еритрею
```

### Виробництво продукції
Останні роки характеризуються загальним, хоч і незначним, зростанням виробництва овечого молока, м'яса. Виробництво вовни зменшується, що пояснюється зменшенням попитом через збільшенням виробництва тканин з штучного волокна.
У деяких країнах вівчарство дає до 25 % валового продукту сільського господарства. У більшості країн прибуток від реалізації м'яса становить близько 90 %, а вовни — до 10 %.
| Продукція/ Частина світу | Поголів'я | М'ясо | Молоко | Вовна |
| ------------------------ | --------- | ----- | ------ | ----- |
| Азія                     | 45,4      | 49,5  | 47,5   | 44,7  |
| Америка                  | 7,2       | 4,7   | 0,4    | 6,9   |
| Африка                   | 28,1      | 19,7  | 22,2   | 11,2  |
| Європа                   | 10,8      | 13,2  | 29,2   | 12,5  |
| Океанія                  | 8,5       | 12,9  | 0      | 24,7  |

Як видно з таблиці в Азії розвинуті всі напрями продуктивності. На американському континенті переважає вовново-м'ясний, африканському — молочно-м'ясний напрями при рівнях продуктивності нижчих світового. У Європі переважає молочний
напрям продуктивності з рівнем м'ясної і вовнової продуктивності вище світового. В Океанії вівчарство вовново-м'ясного напряму продуктивності з рівнем продуктивності вище світового.

### Світова торгівля продуктами вівчарства
У 2014 вовни було експортовано на $3,89 млрд.
П'ять країн: Австралія (56 %), Нова Зеландія (16,1 %), ПАР (6,73 %), Велика Британія (3,29 %), Уругвай (2,75 %), забезпечили майже 85 % світового експорту.
Баранини або козлятини було експортовано на $7,15 млрд. Більше 85 % цього обсягу припало на Австралію (35 %), Нову Зеландію (35 %), Велику Британію (8,79 %), Ірландію (3,69 %), Іспанію (2,48 %).
Живих овець було експортовано на $1,05 млрд. Найбільшими експортерами були Румунія (21 %), Австралія (20 %), Йорданія (18,8 %), Іспанія (11,1 %), Угорщина (4,75 %) (всього 64,6 %).

## Утримання овець
У залежності від клімату, географічного положення, розораності полів, практикують такі способи утримання овець.

### Пасовищна система утримання
Використовується у регіонах, де є достатньо пасовищ, насамперед у високогір'ї.

### Пасовищно-стійлова система утримання
Застосовується при недостатніх площах пасовищ і з не дуже розвинутим польовим кормовиробництвом. На пасовищах вівці перебувають близько 3/4 року, за цей час 60 % їх раціону забезпечують пасовища. У холодну пору року на пасовищах будують накриття, майданчики для підгодівлі тварин. Для маточного поголів'я овець і молодняку будують кошари.

### Стійлово-пасовищна система утримання
Застосовується при недостатніх площах пасовищ і з добре розвинутим польовим кормовиробництвом. Пасовищний період триває близько пів року. Ця система вважається найраціональнішою і відповідає біологічним вимогам овець. Вона передбачає використання природних кормових угідь і культурних пасовищ. Взимку овець утримують у кошарах, біля яких є вигульно-кормові майданчики.

### Стійлова система утримання
Застосовується у зонах інтенсивного землеробства з розвинутим польовим кормовиробництвом при відсутності пасовищ. Вівці постійно перебувають у вівчарнях або на вигульно-кормових майданчиках. На пасовища виганяють тільки вівцематок.
У зимовий період вівці перебувають у кошарах. Для годівлі їх виганяють на вигульно-кормові майданчики, якщо відсутні сильні морози. У літній період вівці утримують і годують на вигульно-кормових майданчиках.

## Галузі вівчарства

### М'ясне вівчарство
Зменшення поголів'я овець, що відбувалося в окремі роки не впливало на виробництво м'яса овець. Сформувалася так звана відгодівельна індустрія вівчарства при який ягнят інтенсивно вирощують на м'ясо

### Молочне вівчарство
Протягом багатьох століть молочне вівчарство було поширене насамперед в країнах Середземномор'я і Середнього Сходу, де природні умови не давали змогу розвивати будь-яку іншу галузь тваринництва. Нині овець для отримання молока утримують і в інших регіонах.

#### Властивості овечого молока
Овече молоко є цінним продуктом, який можна використовувати в їжу. З нього виготовляють різні продукти, найпоширенішим з яких є овечий сир — бринза. Також у різних країнах виготовляють рад сортів твердого і м'якого сиру, зокрема рокфор, горгондзола, кашкавал, пекоріно та кавказькі сорти.
Молоко овець має цілющі властивості. Ще в Древньому Єгипті, Греції, Риму лікарі рекомендували його пити для деяких хвороб. Дослідження показали, що овече молоко дуже корисне для астматиків та алергиків.

| Види молока | Жир | Загальний білок | Молочний цукор | Мінеральні речовини | Суха речовина | Поживність (ккал) |
| ----------- | --- | --------------- | -------------- | ------------------- | ------------- | ----------------- |
| Коров'яче   | 3,8 | 3,3             | 4,7            | 0,70                | 12,50         | 696               |
| Козяче      | 4,1 | 3,5             | 4,6            | 0,85                | 13,00         | 701               |
| Овече       | 6,7 | 5,9             | 4,6            | 0,93                | 17,90         | 1060              |

Висока поживність овечого в порівняні з іншими доповнюється більшою кількістю мінеральних речовин, зокрема Ca, Mg, Zn, які дуже важливі для організму людини. У порівнянні з коров'ячим засвоюється набагато краще (протеїн овечого молока перетравлюється на 99,12 %, а коров'ячого — на 91,97 %). Овече молоко лікує шлункові розлади у немовлят.

#### Виробництво овечого молока у світі
Овече молоко виробляється у 59 країнах світу. Обсяги його виробництва в цілому зростають. Якщо в 1990 році було отримано майже 8 млн тонн, то у 2009 — 8 млн тонн.
Найбільшими виробниками овечого молока є Китай — 1,15 млн т. (2009), Туреччина — 831 тис. т., Франція — 665 тис. т., Іран — 500 тис. т., Греція — 425 тис. т.,, Румунія — 417 тис. т., Болгарія — 309 тис. т., Італія — 303 тис. т.. У Греції та Іспанії 80 % овечого молока переробляється на сир. У Словаччині 60 % доходу від вівчарства дає молоко.

#### Молочні породи овець
Отримувати молоко можна від усіх порід овець. Найбільше молока дають спеціально виведені породи.

| Порода овець            | Тривалість лактації, днів | Молочність за лактацію, кг |
| ----------------------- | ------------------------- | -------------------------- |
| Авасі                   | 150                       | 808,5                      |
| Фризлендська            | 172                       | 700                        |
| Лакаунська              | 150                       | 367                        |
| Асканійська чорноголова | 120                       | 167,6                      |
| Кросбредна              | 120                       | 159,8                      |
| Романівська             | 100                       | 127-142                    |
| Цигайська               | 154                       | 124                        |
| Каракульська            | 200                       | 81,1                       |

## Вівчарство в культурі
У 2017 році пам'ятник вівчарю, що встановлений у 2016 році на території етнографічного комплексу «Фрумушика-Нова» у Тарутинському районі Одеської області, визнаний найвищою статуєю вівчарю у світі. Його висота — 16,43 м.